# Filopodi

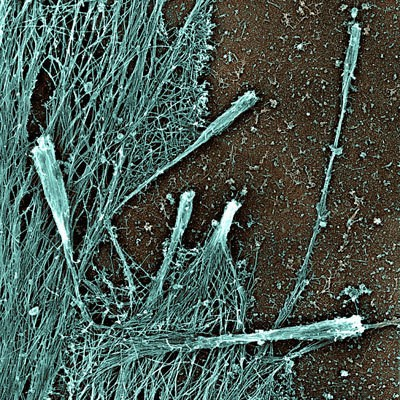
Aquesta micrografia electrònica mostra fil·lopodis exagerats amb forma bacil·liforme induïda per la formina mDia2 en cèl·lules cultivades. Aquests fil·lopodis estan plens de feixos de fibres d'actina que neixen i convergeixen de la xarxa lamel·lipodial.

Els filopodis (en alguns textos denominats microespícules) són projeccions citoplasmàtiques primes similars a lamelipodis que s'estenen des de l'extrem directriu de cèl·lules en migració. Contenen filaments d'actina entrecreuats en feixos mitjançant proteïnes d'unió a actina, com ara la fimbrina i la fascina. Els filopodis formen adhesions focals amb el substrat, unint-lo a la superfície cel·lular. Alguns tipus de cèl·lules migratòries migren per superfícies estenent filopodies pel seu extrem directriu. Els filopodis s'ancoren al substrat avançant dirigides per la seva ruta de migració, i seguidament les fibres d'estrès retreuen la part posterior de la cèl·lula per propulsar cap endavant.
L'activació de la família Rho de GTPasas relacionades amb la proteïna Ras, en particular cdc42 i els seus intermediaris corrent a baix produeixen l'assemblatge de fibres d'actina. Els factors de creixement s'uneixen als receptors de tirosín-quinases, els quals produeixen la polimerització dels filaments d'actina, els quals, quan s'entrecreuen, constitueixen els elements del citoesquelet que suporten els filopodis. L'activitat de Rho també produeix l'activació del grup ezrina-moesina-radixina, la qual cosa estimula la unió dels filaments d'actina a la membrana filopodial.
A la cicatrització de les ferides dels vertebrats, els factors de creixement estimulen la formació de filopodis en els fibroblasts en què controla la seva divisió, essencial per a la cicatrització. En les neurones en desenvolupament, els filopodis s'estenen a partir del con de creixement en el seu extrem directriu. En les neurones no carents de filopodis, l'eliminació dels filaments d'actina fa que l'extensió del con de creixement continuï normalment, però la direcció del creixement es distorsiona i és altament irregular.